# تپه قلعه زیارته
تپه قلعه زیارته مربوط به دوران پیش از تاریخ ایران باستان است و در کاشان، یک کیلومتری جنوب غربی باغ فین بر روی تپه زیار واقع شده و این اثر در تاریخ ۸ مرداد ۱۳۸۱ با شمارهٔ ثبت ۵۸۹۹ به‌عنوان یکی از آثار ملی ایران به ثبت رسیده است.